# ムワンブツァ4世
ムワンブツァ4世（フランス語: Mwambutsa IV、1912年 - 1977年4月26日）は、ブルンジ王国の国王。1915年12月16日から1966年7月8日までブルンジ国王（ムワミ）の地位にあり、ブルンジがベルギーから独立した際の元首となった。

## 生涯
1915年、父王ムタガ4世の崩御により3歳で即位した。当時ブルンジはドイツ領であったが、第一次世界大戦のドイツの敗戦によって間もなくベルギー領となり、さらに1962年にブルンジが独立すると、ムワンブツァ4世は独立国家ブルンジ王国の元首となった。ムワンブツァは立憲君主を目指したものの、ムワンブツァも属する少数派のツチ人と多数派のフツ人との対立により政情は非常に不安定であり、少なくとも3人の首相が暗殺され、その中には自身の第1王子であるルイ・ルワガソレ王太子も含まれていた。そんな中、ムワンブツァ4世はフツ人とツチ人の首相を頻繁に交代させ、政権の維持を図らねばならなかった。 
1966年7月にフツ人の大規模な反乱が起こると、王位を第2王子のシャルル・ンディゼイェ王子に譲って国外へ逃れた。反乱はツチ人のミシェル・ミコンベロ大尉によって鎮圧されたもののムワンブツァ4世は帰国する意思を持たず、スイスへと亡命し、1977年にジュネーヴで死去するまでその地で過ごした。